# 奔流：一部传记

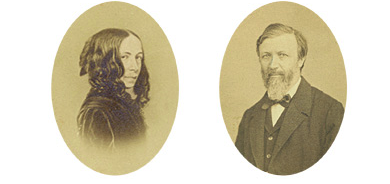
奔流：一部傳記

《奔流：一部传记》，出版于1933年，是关于伊丽莎白·巴雷特·勃朗宁的可卡犬之传记。该书极具想象力，混合了弗吉尼亚·伍尔夫的小说和非小说风格。她在写完《海浪》后完成了这部作品。此作品使伍尔夫回归撰写英国历史时想象丰富的写作风格,这种风格是她在《奥兰多:一部传记》中开发的，在《行为之间》当中也有所展现。
对此作品的通常解读是，透过一只狗的眼睛看待现代主义城市生活,阿弗的作用是严厉批评所谓的不自然的城市生活方式。伊丽莎白·巴雷特·勃朗宁在本书中的形象往往被解读为其他女性知识分子的相似人物,像伍尔夫本人一样，患有疾病,真真假假,是作为一个女性作家地位的一部分。最深刻而具有实验性的是阿弗对于伍尔夫的情感和哲学观点的看法。他与勃朗宁度过的时间越多,就越能在情感上和精神上与这位诗人产生共鸣,他们互相开始理解对方,尽管他们有语言障碍。对于阿弗来说，气味就是诗歌,但对勃朗宁,诗歌如果不是由词语构成，便不可能成为诗歌。在《阿弗小传》一书当中，伍尔夫检测了女人和动物之间的壁垒，这种障碍由语言创造，但能够克服象征性的行动。
考虑到这本书的主题,它常常被认为是伍尔夫一次不严肃的艺术尝试,然而她用其极具风格的意识流风格尝试了创造了一个非人类的视角。
在选材上,伍尔夫起初的关注点是勃朗宁的两首诗和这只狗(“阿弗,我的狗”和“阿弗或福纳斯”)，以及诗人和她丈夫罗伯特·勃朗宁的公开信件。从选材上可以发现,伍尔夫写的传记可以分三个层次看待。总体上这是一只狗的传记。因为这只狗对主人有感情,这个作品也是一个令人印象深刻的伊丽莎白·巴雷特‧勃朗宁的生命中最引人注目的时候的传记。在这个层次上,《阿弗小传》主要叙述了勃朗宁生命的浪漫传奇:早期困于神秘疾病并被溺爱但专制的父亲所限,与一个同样有才的诗人发生的一段热情洋溢的浪漫故事，一次离间了父亲的私奔,却使得勃朗宁在意大利获得幸福和健康。在第三个层面,这本书给了伍尔夫一次机会，让她回归到她经常讲述的主题：伦敦的荣耀和痛苦;维多利亚倾向;阶级差异,女性受到“父亲和暴君”的压迫并有发现自由的可能。

## 情节概要
这篇不同寻常的传记记录了阿弗的一生，从无忧无虑的乡村生活到被勃朗宁女士领养，再到在伦敦的分娩,最后她在意大利田园的晚期生活。伍尔夫表面上用一只狗的一生进行了社会批判,主题囊括了女权主义，环境保护主义与阶级冲突。

## 剧情梗概
故事开始暗示了阿弗的血统和出生的家庭，也就是来自勃朗宁囊中羞涩的好友玛丽拉塞尔·米特福德的家。伍尔夫强调这只狗与养犬俱乐部指导中的描绘很相似,这部作品有很多部分反映了她有使用这些指导作为阶级差别的象征。这只狗拒绝了爱德华·波维尔·蒲赛兄弟的帮助,米特福德把阿弗给了伊丽莎白,然后在伦敦温坡街的家中密室康复。
阿弗给诗人带了了克制但幸福的生活,直到她遇到罗伯特·布朗宁;在介绍勃朗宁的爱情生活时，书中提到这对于改善她的健康有极大帮助,但却令这只被遗忘了的狗心碎。伍尔夫利用描述奔流尝试反叛的信来表达：他试图咬勃朗宁,勃朗宁却安然无恙。
求爱的场景被阿弗的被拐而打断。陪同勃朗宁购物时,阿弗被一个小偷拐走了,被拐到附近的圣吉尔斯假山。这一集中,阿弗三次被偷,结束时,诗人在家人的反对下给强盗们送了去六基尼，狗终于回来了。这让伍尔夫有机会联想中世纪伦敦的诗歌，反映了这个城市富有居民的冷漠。
他获救后,阿弗接受了主人的未来丈夫,和他们一起去了比萨和佛罗伦萨。在这些章节中,他自己的经历与勃朗宁的经历有着同样多的篇幅，伍尔夫升华了主题，先前勃朗宁逃离父亲的控制使得她获得重生。勃朗宁第一次怀孕，她女仆莉莉·威尔逊结婚;阿弗自己则代表了更民主的意大利杂种狗。
在最后一章,伍尔夫描写了他们在勃朗宁父亲死后返回伦敦的事。她也谈及这对夫妇对意大利统一运动和唯心论的热情。阿弗的死所用的描述语言具有奇怪的维多利亚时代特点:“他一直活着,现在已经死了。这便是一切。客厅桌子,相当奇怪,完全静止地站着。”